# أترعتا
أترعتا (بالإنجليزية: ATARGATIS)‏ من الآلهة التي كانت تُعبد في الجزء الشمالي من سوريا وكذلك عند الأنباط في جنوبها ، وسميت الإلهة السورية كما عند لوقيان، كان أهم هياكل الإلهة أترعتا موجوداً في مدينة منبج (Hierapolis) الواقعة شمال شرق مدينة حلب، حيث كانت تُعبد إلى جانب قرينها هدد. وكذلك معبد رئيسي لها يسمى معبد أترعتا في مدينة دورا أوروبوس، وكانت تُعبد أيضاً عند الأنباط، بصفتها آلهة الثمار والخصب كما يظهر من تمثالها المكتشف في خربة التنور، وهي قرية نبطيّة، في وادي الحسا بين الكرك والطفيلة بجنوب الأردن.

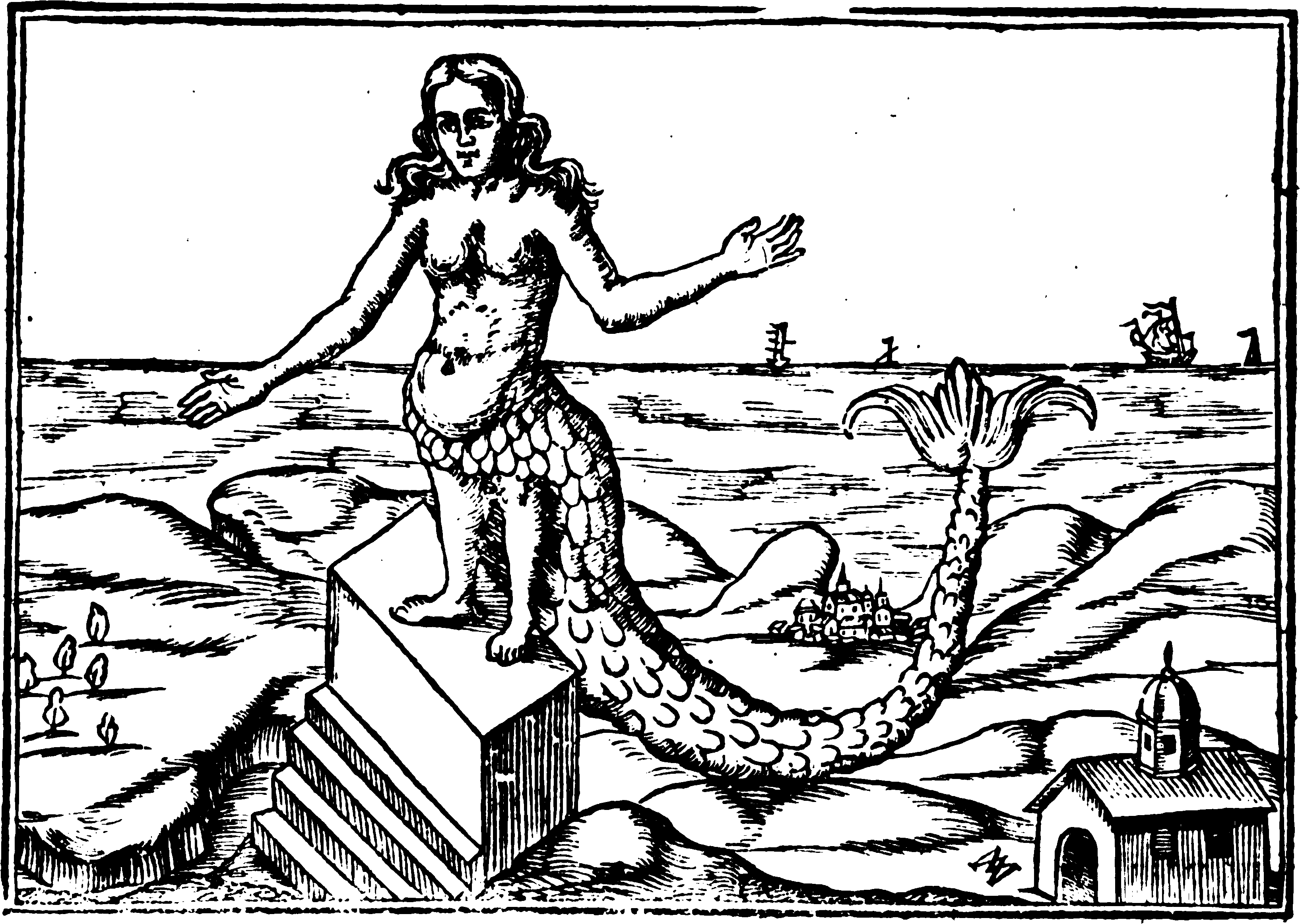

أُعيد بناء معبدها في العام 300 ق.م بأمرٍ من الملكة ستراتونيس زوجة سلوقس الأول، ولعل السبب في هذا الاهتمام من قبل ستراتونيس، إنما يكمن في أن الإغريق كانوا قد تبنوا عبادة أترعتا، حيث ذاع صيتها في بلاد الإغريق بفضل التجار والمرتزقة المحاربين من الإغريق، فنظر لها عامة الإغريق بوصفها النسخة السورية من أفروديت.
كانت طبيعة الإلهة أترعتا قريبة الشبه بعشتروت نظيرتها السورية الكنعانية، مع أنها كانت تتشابه مع الإلهة سيبل الأناضولية في بعض صفاتها، كانت إلهة للخصب في المقام الأول، لكنها كانت أيضاً بعلة (سيدة، مدبرة، قائدة) لمدينتها ولشعبها، كما كانت هي المسؤولة عن حمايتهم وعيشهم الكريم. لذلك كثيراً ما كانت تُرسم واضعةً التاج وقابضة على حزمة من الحنطة، بينما تعطي الأسود التي تحرس عرشها انطباعاً بأن قوتها وسلطانها يفوقان الطبيعة.